# 真壁久幹
真壁 久幹（まかべ ひさもと）は、戦国時代から安土桃山時代にかけての常陸国の国人領主。真壁郡真壁城主。真壁宗幹の子。小田氏、佐竹氏、後北条氏らの抗争を立ち回り真壁氏の勢力を拡大した。関八州古戦録などで鬼真壁として描かれる真壁氏幹とは、実際には久幹のことであるともされる。

## 生涯
大永2年（1522年）、常陸国の国人領主・真壁宗幹の子として誕生。
初め小田氏に従っていたが、天文17年（1548年）に水谷正村と結んで離反する。永禄3年（1560年）、大掾慶幹を攻めるも古河公方足利義氏の仲介で和睦した。翌永禄4年（1561年）、佐竹義昭がこの地に進出するとこれと手を結び、片野城の太田資正や、その次男で久幹の娘婿である梶原政景とともに小田氏に対する尖兵的役割を担った。特に永禄12年（1569年）の手這坂の戦いでは小田氏治の軍勢に大打撃を与えた上、小田城も攻略し、以後氏治の本拠地奪還を不可能とした。なお、この戦いでは配下の根来法師大蔵坊に岡見治資を鉄砲で狙撃させたと伝えられており、これは当地における早期の鉄砲使用例といわれる。1573年、小田氏治と佐竹義重の和睦の仲介にあたった。
天正年間に嫡男・氏幹に家督を譲ると、闇轢軒道無と号した。佐竹氏との結びつきを強める一方、佐竹氏と対立している小田氏と起請文をとって内通し、沼尻の合戦の際に後北条氏方につく（合戦中に佐竹方に帰参）など、独立勢力としてのあり方も模索した。また、他家からの起請文を自分宛に出させるなど、氏幹に家督を譲ってからも実権を保持していたとみられる。
天正17年（1589年）、死去。
なお、真壁家の古文書には久幹の事績を物語風に伝えるものが多く残され、秋田藩で真壁家の家格が問題となると必ず引き合いに出されるほど、後世においても知られた人物であった。また、樗蒲軒道俊と号した父・宗幹とともに連歌などの文芸にも関心を示し、交流があったとみられる連歌師猪苗代兼如による「真壁道無闇礫軒追善」も伝わっている。